# Дерев'яний птах
The Wooden Bird (укр. Дерев'яний птах) — п'єса Вілфорда Ліча 1951 року.
Автором п'єси став американський драматург Вілфорд Ліч. Для створення сценічної музики він звернувся до свого друга, композитора Бена Джонстона, який за декілька років для цього вже співпрацював з Лічем над мюзиклом Carry Me Back, що переміг на конкурсі студентських мюзиклів від компанії BMI. В той час Бен Джонстон був учнем композитора-авангардиста Гаррі Парча та жив на його ранчо в Гуалалі, і не міг приділяти багато уваги написанню нових композицій, але й не хотів засмучувати товариша. Дізнавшись про це, Парч запропонував Джонстону написати музику для п'єси разом.
Парч та Джонстон записали декілька імпровізованих композицій з використанням інструментів, створених Парчем, таких як кіфара, адаптований альт, хромелодеон, ромбовидна маримба, камерні чаші та «трофеї війни». Композиції, які Парч назвав «сучасними артпіснями», були записані та відправлені Лічу, а той відтворював запис за лаштунками сцени під час вистави. 
Прем'єра вистави відбулася 11 січня 1951 року в Університеті Вірджинії в Шарлотсвіллі. За словами музикознавиці Хайді фон Гунден, яка почула запис прем'єри вистави на грамофонній платівці, перша частина сценічної музики нагадувала попередні джазові твори Джонстона, із використанням контрабаса та барабанних щіток. Друга частина була ближчою до композицій Парча, як-то Barstow або The Letter, та містила поєднання голосу самого музиканта зі звуковими ефектами, створеними за допомогою його інструментів.
За два роки в журналі Theatre Arts Magazine вийшла стаття Вілфорда Ліча «Music for Words Perchaps», в якій він описував свій досвід співпраці з Парчем та Джонстоном. Рукопис п'єси зберігається в Бібліотеці Конгресу.